# 아쿠아 파크 시나가와

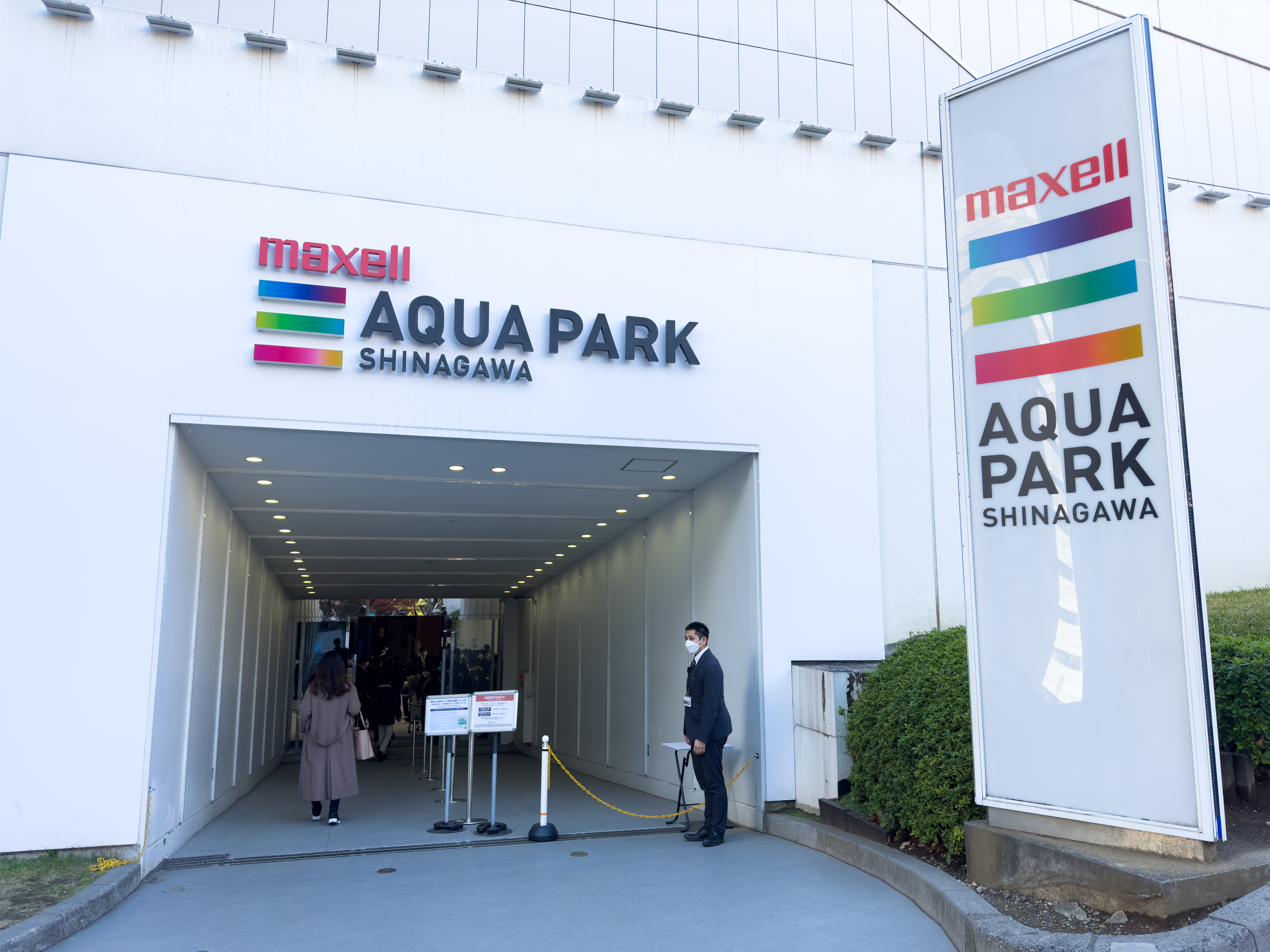
입구

아쿠아 파크 시나가와(일본어: アクアパーク品川)은 일본 도쿄도 미나토구에 있는 수족관이다. 시나가와 프린스호텔 안에 자리 잡고 있다. 450여 종, 2만여 마리의 바다 생물들이 있으며, 돌고래 풀과 물개 풀이 있어 쇼도 볼 수 있다.만타와 톱상어가 사육되는 길이 20m의 터널 수조가 있으며 연간 150 만명 이상의 관람객이있다. 드워프 톱상어는 세계 유일의 전시이다.